# Leonid Petrovitch Tatarinov
Pour les articles homonymes, voir Tatarinov.
Leonid Petrovitch Tatarinov (en russe : Леонид Петрович Татаринов), né le 12 novembre 1926 à Toula (Russie), et mort le 24 août 2011 à Moscou, et un paléontologue et biologiste de l'évolution russo-soviétique. Il est académicien de Académie des sciences de l'URSS en 1981, directeur de son Institut de paléontologie entre 1975 et 1992 et rédacteur en chef de la revue scientifique Paleontological Journal (en russe : Палеонтологический журнал), entre 1976 et 2001. Ses intérêts de recherches se portent principalement sur l'anatomie comparée des vertébrés, la phylogénie des tétrapodes et de l'évolution.

## Biographie
Tatarinov s'intéresse à la science dès ses années d'école mais il est enrôlé dans l'armée à l'âge de 17 ans en 1943 mais démobilisé en 1944 après avoir souffert d'une infection. Il va ensuite à l'Université d'État de Moscou et est influencé par A. F. Kohts, Schmalhausen II et Raïssa Berg. Il étudie la génétique des populations sous Berg puis s'intéresse plus vivement à l'évolution des organismes après avoir été influencé par G. P. Dementiev. Il étudie les amphibiens sous A. N. Druzhinin et B. S. Matveev. Il étudie ensuite les oiseaux avec E. P. Spangenberg. En tant qu'étudiant, il est témoin de l'affrontement historique entre Lyssenko et les généticiens en 1948 qui devait affecter la biologie soviétique. En 1953, il obtient un doctorat avec une thèse « Sur le rôle des conditions de vie dans la phylogénie des amphibiens ». En 1969, il obtient un D. Sc. pour une thèse sur « Les problèmes de l'évolution des thériodontes ». Il devient directeur de l'institut paléontologique à partir de 1975. Tatarinov croit aux parallélismes profonds dans l'évolution des vertébrés et n'accepte pas les idées de reconstruction phylogénétique qui utilisent des changements de caractères parcimonieux. En 2004, il décrit en détail le gorgonopsien Viatkogorgon, qui n'est autre que l'un des thérapsides non mammaliens ayant le fossile parmi les plus complets connus à ce jour.